# 稜鏡
稜鏡（英語：Prism），在光學中是一種透明的光學元件，拋光與平坦的表面能折射光線。正確的表面角度取決於應用上的需求，傳統的幾何形狀是以三角型為基礎長方形為邊的三稜柱。在口頭上提到稜鏡時，通常都是指這種類型，但許多光學稜鏡都不是這種形狀的稜鏡。只要是對波長透明的材料都可以用來製造稜鏡，但傳統上和外觀上看都是以玻璃來製作。
稜鏡可以將光線分裂成原來的成分，也就是光譜（在彩虹中的顏色），也可以用來反射或分裂成不同的偏振光。

## 原理
光從一個介質移動到另一個介質時（例如，從空氣到玻璃的稜鏡），速度會改變。結果是，光的路徑被彎曲，並且部分光被反射。光柱在接口所做的角度改變和反射的比率由兩個介質相互的折射率來決定。多數介質的折射率與光的波長或光的顏色有關，當由稜鏡表面折射時，由於色散作用導致不同程度的顏色分離。
艾薩克·牛頓是第一個注意到稜鏡將無色的光分裂出顏色的科學家。牛頓安置了第二個稜鏡讓分裂出顏色後的光線穿過，但是光的顏色不會再改變，因此他認為稜鏡能分離顏色。他也利用透鏡和第二個稜鏡將彩虹重組成白光。這個實驗在科學革命期間成為新科學方法很有名的一個例子。這個實驗的結果顯然改變了形而上學，導致約翰·洛克primary vs secondary quality distinction的崛起。
有時僅利用稜鏡的表面反射而不是色散，如果在稜鏡內部的光線抵達表面時的角度是陡峭的，便會產生全反射，所有的光線都會被反射回內部。這使稜鏡在一些需要的情況下可以取代鏡子的作用。

## 類型

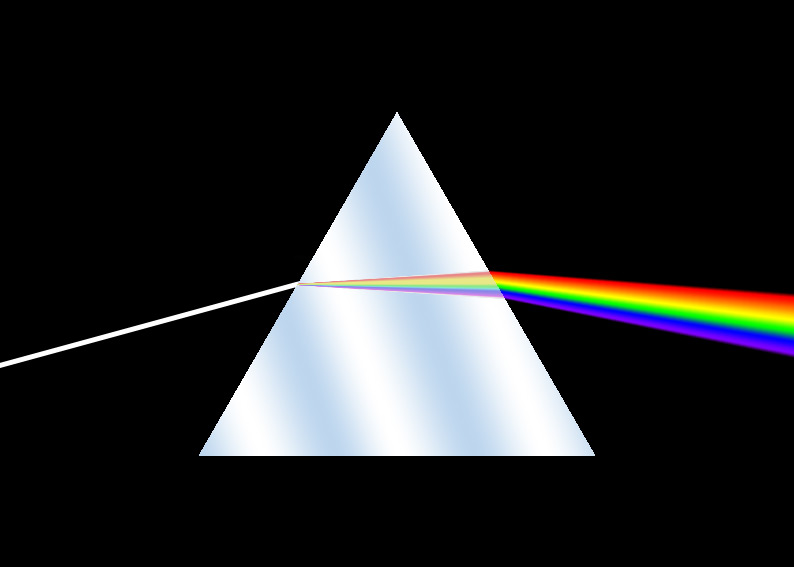
一個將光線色散的三稜鏡

### 色散稜鏡
色散稜鏡用於分解光線的組成，讓光呈現原來光譜的顏色。因為折射率與光的頻率有關，混合著各種頻率的白光進入稜鏡時，不同頻率受到了不同程度的偏折。藍色光的減速比紅光多，因此偏折的也比紅光多。
- 三稜鏡
- 阿貝稜鏡
- 貝林-布洛卡稜鏡
- 阿米西稜鏡

### 反射稜鏡
反射稜鏡用於反射光線，例如雙筒望遠鏡。
- 五稜鏡
- 普羅稜鏡
- 普羅-阿貝稜鏡
- 阿貝-柯尼稜鏡
- 施密特-別漢稜鏡
- 達夫稜鏡
- 分色稜鏡
- 阿米西屋頂稜鏡

### 偏光稜鏡
偏光稜鏡能將光線分解，產生不同的偏光。傳統上，這種稜鏡的材料都是雙折射的晶體製成的。
- 尼柯耳稜鏡（Nicol prism）
- 沃拉斯頓棱鏡（Wollaston prism）
- 洛匈稜鏡（Rochon prism）
- 格蘭-傅科稜鏡（Glan-Foucault prism）
- 格蘭-泰勒稜鏡（Glan-Taylor prism）
- 格蘭-湯普遜稜鏡（Glan-Thompson prism）

## 外部連結
- Geometry of Two Prism Spectroscopes
- Java applet of refraction through a prism （页面存档备份，存于）